# Sonsbeck
Sonsbeck là một đô thị ở huyện Wesel, trong Nordrhein-Westfalen, Đức. Đô thị này tọa lạc khoảng 20 km về phía tây của Wesel, and 25 km về phía đông nam của Cleves, 8 km so voi Xanten.